# Wedoro (Waru)
Wedoro is een bestuurslaag in het regentschap Sidoarjo van de provincie Oost-Java, Indonesië. Wedoro telt 14.248 inwoners (volkstelling 2010).